# 平资盛
平资盛（1161年—1185年）是日本平安時代末期武將，他是平重盛的次子，為藤原親盛的女兒所生；也是平家首領平清盛的孙子。官位從三位右近衛權中將，人稱新三位中將。
平資盛擅於創作和歌，在《新敕撰和歌集》和《風雅和歌集》中都收錄有他的作品。他和建禮門院宮中的女官、女歌人建禮門院右京大夫發生過戀情。在平家勢力達到全盛的時期，年輕氣盛的平資盛曾與攝政松殿基房發生衝突，這被《平家物語》的作者當作平家的惡行之一。

## 生平

### 殿下乘合事件
据《平家物语》记载，嘉應2年（1170年）10月16日，摄政松殿基房狩猎归来途中与资盛之车队相遇，资盛未有下车行礼，被基房的隨從拉下馬來羞辱。清盛聽聞此事大怒，伺機報復。10月21日，基房前往宮中參加高倉天皇的元服禮時，平清盛命屬下的武士300騎襲擊了基房的車隊，打壞其所乘的牛車，並斷其侍從髮髻，以為報復（一說資盛的父親平重盛也參加了此次報復的策劃）。這就是殿下乘合事件。在九條兼實的日記《玉葉》裡，平資盛的身份被記載為重盛的「嫡男」；此次事件發生後，重盛命令資盛前往伊勢國閉門思過（謹慎）。12月30日，資盛的異母兄維盛超越了他，擔任右近衛權中將一職。此後，維盛的官位一直比資盛高，可能就是在這個事件發生之後，平重盛改立了他的兄長平維盛為嫡男。
治承4年（1180年）5月，以仁王、源賴政舉兵討伐平家。資盛跟隨叔父知盛、重衡以及兄長維盛出兵鎮壓，在宇治平等院攻滅了源賴政。同年12月，隨知盛出征近江國，擊破山本義經。

### 平家一門逃離京都
壽永2年（1183年）7月，平家被木曾義仲擊敗，逃離京都。由於後白河法皇十分寵愛平資盛，因此資盛前往法皇所居住的法住寺殿，試圖請求法皇讓自己留在京都。但法皇事先得知平家欲將自己劫往西國的消息，悄悄離開了法住寺殿。資盛沒能見到法皇，只得跟隨平家一門逃往西國。
平家一門逃往九州島，計劃在大宰府建立臨時的首都，卻得到了豐後國的緒方惟義計劃起兵響應源氏的消息。由於緒方惟義曾是平重盛的隨從，因此派平資盛前往勸說。但卻失敗了，緒方惟義驅逐了資盛（《玉葉》壽永3年2月19日條則稱當時流傳著平資盛和平貞能被豐後國住人拘捕的傳聞。）緒方惟義起兵攻打大宰府，平家逃出九州島。
壽永3年（1184年）正月，平家勢力得到恢復，進入攝津國福原。正月底，源賴朝滅木曾義仲，派源範賴、源義經討伐平家。平資盛同弟弟有盛、師盛在播磨國三草山（位於今兵庫縣加東市）布開陣勢，遭到源義經的夜襲，敗走讚岐國屋島。此後平家在2月7日的一之谷之戰中慘敗，平家一門不少成員喪命於此役。資盛的兄長維盛脫離戰場前往京都探望妻兒，在那智瀑布投水自殺；三弟清經也在豐後國跳水自盡；五弟師盛在一之谷陣亡；而幼弟忠房逃離一之谷後不知所終。
同年12月，資盛在備前國的兒島為源範賴所敗（藤戶之戰）。元曆2年（1185年）3月24日，壇之浦之戰中平家敗亡，平資盛與弟弟平有盛、堂弟平行盛一起跳水自殺，得年25歲（一作28歲）。

## 親屬
- 父：平重盛（1138 - 1179）
- 母：二條院內侍（少輔內侍） - 藤原親盛之女
- 妻：持明院基家之女

## 後代
奄美群島的當地傳說稱平資盛、平有盛、平行盛三人並沒有死，而是逃到奄美群島繁衍後代。今加計呂麻島建有供養他們的大屯神社。
鎌倉幕府執權北條氏的家司平盛綱，據說是平資盛的兒子或曾孫。
織田信長宣稱织田氏是平资盛與一名側室的儿子织田亲真的后裔。

## 相關作品
電視劇
- 《新・平家物語》- 演：若尾哲平
- 《義經》- 演：小泉孝太郎
- 《平清盛》- 演：森永悠希、大西建誠（幼年）

電視動畫
- 《平家物語》- 聲：岡本信彥、小林由美子（幼年）